# Ari Ichihashi

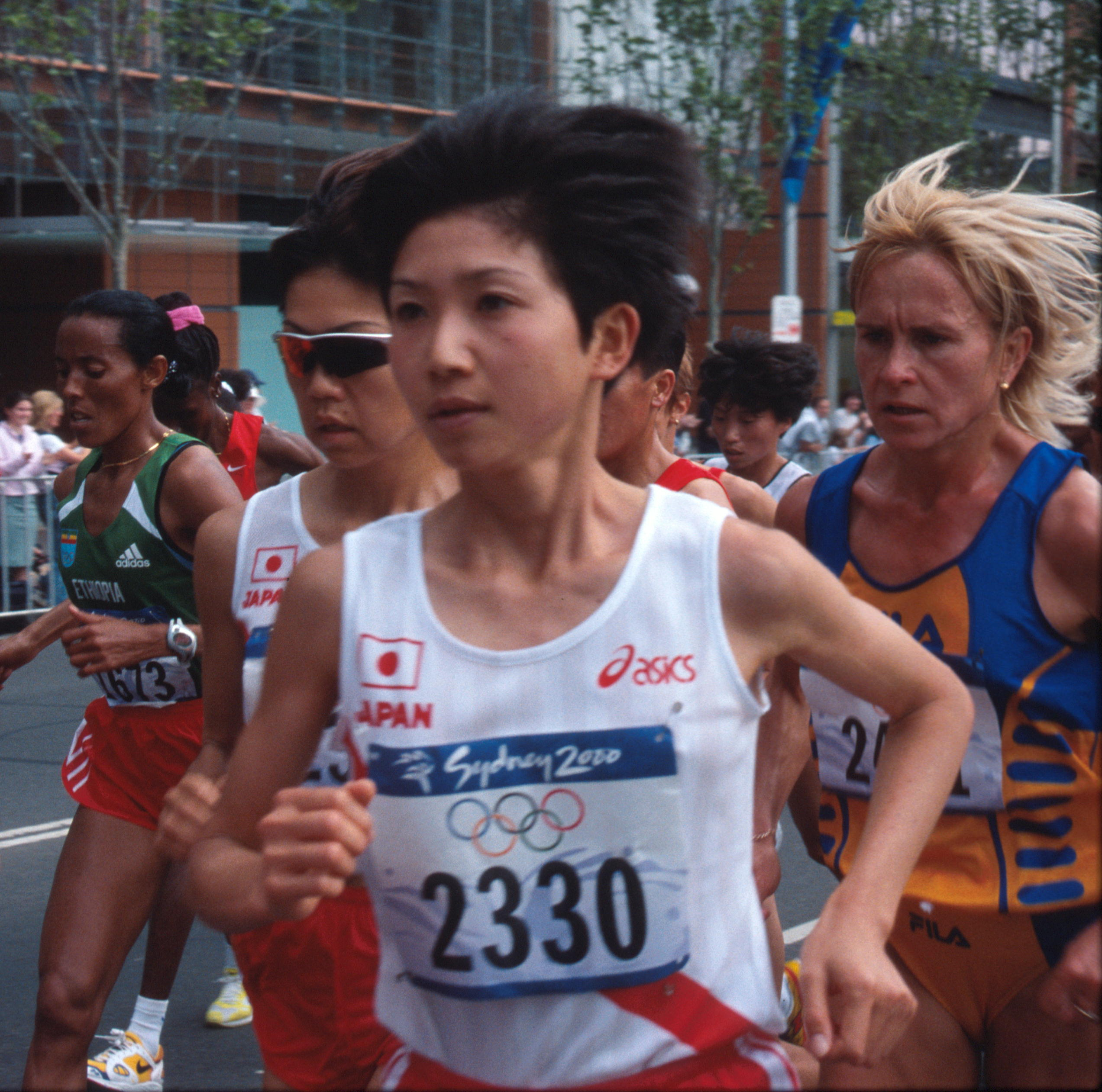
Ari Ichihashi, 2000

Ari Ichihashi (jap. 市橋 有里, Ichihashi Ari; * 22. November 1977 in Naruto, Präfektur Tokushima) ist eine ehemalige japanische Langstreckenläuferin, die ihre größten Erfolge im Marathon hatte.
Bereits mit 19 Jahren hatte sie ihr Debüt auf dieser Strecke und wurde beim Nagoya-Marathon 1997 Vierte in 2:29:50. Beim Tokyo International Women’s Marathon 1998 wurde sie Zweite in 2:28:29 und qualifizierte sich so für die Leichtathletik-Weltmeisterschaften 1999 in Sevilla, bei der sie die Silbermedaille hinter Jong Song-ok (PRK) und vor Lidia Șimon in ihrer persönlichen Bestzeit von 2:27:02 holte.
Beim Marathon der Olympischen Spiele 2000 in Sydney belegte sie den 15. Platz in 2:30:34.